# Montbré
Montbré és un municipi francès, situat al departament del Marne i a la regió del Gran Est. L'any 2007 tenia 264 habitants.

## Demografia

### Població
El 2007 la població de fet de Montbré era de 264 persones. Hi havia 108 famílies, de les quals 20 eren unipersonals (16 homes vivint sols i 4 dones vivint soles), 52 parelles sense fills i 36 parelles amb fills.
La població ha evolucionat segons el següent gràfic:
Habitants censats

### Habitatges
El 2007 hi havia 116 habitatges, 109 eren l'habitatge principal de la família, 1 era una segona residència i 6 estaven desocupats. 113 eren cases i 3 eren apartaments. Dels 109 habitatges principals, 99 estaven ocupats pels seus propietaris i 10 estaven llogats i ocupats pels llogaters; 1 tenia una cambra, 2 en tenien dues, 10 en tenien tres, 21 en tenien quatre i 75 en tenien cinc o més. 98 habitatges disposaven pel capbaix d'una plaça de pàrquing. A 41 habitatges hi havia un automòbil i a 64 n'hi havia dos o més.

### Piràmide de població
La piràmide de població per edats i sexe el 2009 era:
| Homes | Edats   | Dones |
| ----- | ------- | ----- |
| 0     | 95 o +  | 4     |
| 0     | 90 a 94 | 0     |
| 0     | 85 a 89 | 0     |
| 0     | 80 a 84 | 0     |
| 0     | 75 a 79 | 0     |
| 4     | 70 a 74 | 0     |
| 4     | 65 a 69 | 4     |
| 12    | 60 a 64 | 8     |
| 12    | 55 a 59 | 12    |
| 8     | 50 a 54 | 28    |
| 4     | 45 a 49 | 0     |
| 12    | 40 a 44 | 8     |
| 24    | 35 a 39 | 20    |
| 4     | 30 a 34 | 8     |
| 12    | 25 a 29 | 8     |
| 4     | 20 a 24 | 4     |
| 12    | 15 a 19 | 4     |
| 20    | 10 a 14 | 8     |
| 0     | 5 a 9   | 16    |
| 4     | 0 a 4   | 0     |

## Economia
El 2007 la població en edat de treballar era de 173 persones, 125 eren actives i 48 eren inactives. De les 125 persones actives 115 estaven ocupades (61 homes i 54 dones) i 10 estaven aturades (5 homes i 5 dones). De les 48 persones inactives 29 estaven jubilades, 16 estaven estudiant i 3 estaven classificades com a «altres inactius».

### Ingressos
El 2009 a Montbré hi havia 108 unitats fiscals que integraven 264 persones, la mediana anual d'ingressos fiscals per persona era de 26.037 €.

### Activitats econòmiques
Dels 4 establiments que hi havia el 2007, 2 eren d'empreses de comerç i reparació d'automòbils, 1 d'una empresa financera i 1 d'una empresa de serveis.
L'any 2000 a Montbré hi havia 24 explotacions agrícoles que ocupaven un total de 304 hectàrees.

## Poblacions més properes
El següent diagrama mostra les poblacions més properes.